# Orzechówko (Barczewko)
Orzechówko – część wsi Barczewko w Polsce, położona w województwie warmińsko-mazurskim, w powiecie olsztyńskim, w gminie Barczewo. Wchodzi w skład sołectwa Barczewko.
W latach 1975–1998 Orzechówko administracyjnie należało do województwa olsztyńskiego.